# Халявицкий, Максим Михайлович
Максим Михайлович Халявицкий (22 января 1909 — 20 августа 1944) — командир 1379-го стрелкового полка 87-й стрелковой дивизии 51-й армии 1-го Прибалтийского фронта, майор. Герой Советского Союза (24 марта 1945, посмертно).

## Биография
Родился 9 января 1909 года в селе Высший Булатец ныне Лубенского района Полтавской области. Украинец. Член ВКП(б)/КПСС с 1940 года. Окончил 5 классов.
В 1933 году призван в Красную Армию. Остался на сверхсрочную службу. Окончил курсы младших лейтенантов в 1938 году. 
Участник Великой Отечественной войны с июня 1941 года. Прошёл путь от командира взвода до командира полка. Особо отличился при освобождении Прибалтики.
16 августа 1944 года 1379-й стрелковый полк 87-й стрелковой дивизии 51-й армии 1-го Прибалтийского фронта под командованием майора Халявицкого вступил в бой с превосходящими силами противника, прорвавшегося в направлении Шяуляй — Митава. Отбивая контратаку, полк в первом бою уничтожил шесть танков, два штурмовых орудия, около батальона пехоты и не отступил со своих позиций. В следующей атаке было уничтожено ещё четыре танка.
Неудачная лобовая атака заставила врага изменить тактику. Противник бросил главные силы на правый и левый фланги и, используя превосходство в силах, окружил полк Халявицкого. Организовав круговую оборону, Халявицкий постоянно находился в самых опасных местах, в течение трёх суток возглавляя отражение атак. Только за время боёв в окружении полк уничтожил 22 танка, 7 штурмовых орудий и до 500 противников.
Во время одной из атак 19 августа майор Халявицкий был ранен, но продолжал командовать полком. Определив наиболее уязвимое место в расположении вражеских войск, он поднял полк в контратаку. К концу дня 20 августа кольцо окружения было прорвано и подразделение соединилось с основными силами дивизии. При прорыве М. М. Халявицкий был вторично тяжело ранен. Уже после соединения с дивизией он потерял сознание и через несколько часов умер в госпитале.
Всего за время боёв с 16 по 20 августа 1944 года полк уничтожил 34 танка, 9 штурмовых орудий и более тысячи солдат и офицеров противника. При этом потери полка были минимальны. Основной личный состав, оружие и военно-хозяйственное имущество были спасены.
Указом Президиума Верховного Совета СССР от 24 марта 1945 года за мужество, отвагу и героизм майору Халявицкому Максиму Михайловичу посмертно присвоено звание Героя Советского Союза.
Награждён орденами Ленина, Александра Невского, Отечественной войны 1-й степени, медалью.
Похоронен в городе Добеле. Именем Героя названа школа на родине. В городе Лубны его именем названа улица.

## В воспоминаниях современников
Положение 87-й стрелковой дивизии … значительно укрепилось. Её 1379-й стрелковый полк, с удивительным упорством пробивавшийся в ночь на 20 августа из окружения, к утру вышел к главным силам……Оказалось, что бойцы и командиры части, ведя непрерывные бои с 17 по 20 августа в полной изоляции, сумели уничтожить 34 танка, 9 штурмовых орудий и более 1200 фашистов. В части же было потеряно за это время 74 солдата и офицера убитыми и 131 раненными, а также всего 12 противотанковых пушек. Весь остальной личный состав пробился из окружения, сохранив всё вооружение, технику и военно-хозяйственное имущество. Командир полка майор Халявицкий при выходе из окружения был вторично тяжело ранен.

М. М. Халявицкому посмертно было присвоено звание Героя Советского Союза.
— Герой Советского Союза  Маршал Советского Союза   Баграмян И.Х.  Так  шли мы к победе. -  М: Воениздат, 1977.- С.415.